# Клей (окръг, Джорджия)
Вижте пояснителната страница за други населени места с името Клей.
Окръг Клей (на английски: Clay County) е окръг в щата Джорджия, Съединени американски щати. Площта му е 562 km², а населението - 3180 души. Административен център е град Форт Гейнз.